# Acacia crinita
Acacia crinita là một loài thực vật có hoa trong họ Đậu. Loài này được Brandegee miêu tả khoa học đầu tiên năm 1905.